# Régat
Régat település Franciaországban, Ariège megyében. Lakosainak száma 94 fő (2022. január 1.). Régat Aigues-Vives, Laroque-d’Olmes és Léran községekkel határos.

## Népesség
A település népessége az elmúlt években az alábbi módon változott:
| Lakosok száma | 29   | 50   | 56   | 76   | 90   | 87   | 85   | 84   | 85   | 94   |
|               | 1968 | 1982 | 1990 | 2006 | 2013 | 2015 | 2017 | 2019 | 2020 | 2022 |